# Campionato mondiale giovanile di scherma 1962
Il Campionato mondiale juniores di scherma del 1962 ("1962 World Juniors Fencing Championships") è stato organizzato dalla Federazione internazionale della scherma e si è svolto a Il Cairo in Egitto dal 20 al 23 aprile.
Nel fioretto, si sono aggiudicati i titoli del campionato mondiale il francese Jacques Courtillat, che ha battuto in finale il sovietico Valery Lukyanchenko, e la sovietica Karolina Mirzoeva che ha avuto la meglio sull'italiana Giovanna Masciotta-Sella.
Nella spada il francese Jacques Brodin ha battuto in finale il magiaro Zoltan Nemere, ottenendo il titolo mondiale juniores maschile..
Nella sciabola il magiaro Janos Kalmar prevale sul sovietico Viktor Nikitin.

## Podi

### Uomini
| Specialità  | Oro                | Argento             | Bronzo              |
| Individuali |                    |                     |                     |
| Fioretto    | Jacques Courtillat | Valery Lukyanchenko | Roland Losert       |
| Spada       | Jacques Brodin     | Zoltan Nemere       | Kazimierz Barburski |
| Sciabola    | Janos Kalmar       | Viktor Nikitin      | Kalman Torday       |

### Donne
| Specialità  | Oro               | Argento                  | Bronzo                      |
| Individuali |                   |                          |                             |
| Fioretto    | Karolina Mirzoeva | Giovanna Masciotta-Sella | Catherine Rousselet-Ceretti |

## Medagliere
| Pos.   | Nazione          | Oro | Argento | Bronzo | Totale |
| ------ | ---------------- | --- | ------- | ------ | ------ |
| 1      | Francia          | 2   | 0       | 1      | 3      |
| 2      | Unione Sovietica | 1   | 2       | 0      | 3      |
| 3      | Ungheria         | 1   | 1       | 1      | 3      |
| 4      | Italia           | 0   | 1       | 0      | 1      |
| 5      | Austria          | 0   | 0       | 1      | 1      |
| 5      | Polonia          | 0   | 0       | 1      | 1      |
| Totale | Totale           | 4   | 4       | 4      | 12     |